# Venusia webbi
Venusia webbi är en fjärilsart som beskrevs av Louis Beethoven Prout 1905. Venusia webbi ingår i släktet Venusia och familjen mätare. Inga underarter finns listade i Catalogue of Life.